# Yvon Lafrance
Pour les articles homonymes, voir Lafrance.
Le lieutenant-colonel Yvon Lafrance CD, né Daniel Yvon Lafrance le 4 août 1944 à Iberville et mort le 30 septembre 2022 à Saint-Jean-sur-Richelieu, est un militaire, chef d'entreprise et homme politique québécois, député d'Iberville à l'Assemblée nationale du Québec sous la bannière du Parti libéral du Québec des élections générales de 1989 à février 1994, à partir duquel il siège comme indépendant jusqu'au 2 mars 1994, où il rejoint l'Action démocratique du Québec de Mario Dumont, devenant le premier député de l'Assemblée nationale à faire partie de l'ADQ. Il ne se représente pas aux élections de septembre 1994.

## Biographie

### Jeunesse et carrière militaire
Yvon Lafrance naît le 4 août 1944 à Iberville, du travailleur journalier Conrad Lafrance et de Françoise Daigle,. Lafrance termine son secondaire à l'Académie Saint-Georges d'Iberville, opérée par les Frères maristes,. Il s'enrôle dans les Forces armées le 5 septembre 1963. Il effectue ses études universitaires au Collège militaire royal de Saint-Jean, puis au Royal Military College of Canada à Kingston,,. Une fois ses cinq ans de formation militaire terminées, il reçoit son brevet d'officier en 1968. Durant sa jeunesse, il a joué dans l'équipe de hockey sur glace locale, les Renards d'Iberville, ainsi que les clubs du Collège militaire de Saint-Jean, ainsi que du Collège de Kingston. Il effectue des études postsecondaires au Collège de commandement et d'état‑major de l'Armée canadienne (en) (CCEMAC) à Kingston,.
Il est affecté au 3e bataillon du Royal 22e Régiment à la base de Valcartier en tant que commandant de peloton. En 1969, il est transféré au 2e bataillon. Avec le 2e bataillon, il est envoyé comme membre des forces de maintien de la paix des Nations unies à Chypre dans le cadre de l'Opération Snowgoose (en),,. Après six mois, il est de retour à Valcartier. En 1970, il est envoyé pour un échange d'une durée de deux ans en France,,. Il y sert avec le 110e régiment d'infanterie, le 24e groupe de chasseurs mécanisés et le 152e régiment d'infanterie. Il poursuit des études à l'École supérieure des officiers de réserve spécialistes d'état-major (ESORSEM) de Paris,. En 1972, de retour au Canada, il est réaffecté eu 2e bataillon du R22eR. En 1975, il participe à sa seconde mission des Nations unies à Chypre,,. En 1976, il effectue un stage au Collège des Forces canadiennes (en) (CFC) de Toronto,,. En 1977, il est muté en République fédérale d'Allemagne, où il rejoint le 1er bataillon du R22eR à la base canadienne de Lahr. Il sert aussi en Norvège,. L'année suivante, il est attaché militaire à l'ambassade canadienne à Paris,,. À l'été 1980, il est de retour et est nommé commandant-adjoint du 3e bataillon, alors commandé par le lieutenant-colonel (colonel) Yvon Sarrazin,,. En 1982, il est promu lieutenant-colonel. En conséquence, il est nommé vice-commandant et directeur des élèves-officiers du Collège militaire royal de Saint-Jean et complète un stage militaire de deux ans,,. En 1984, il est nommé commandant du 2e bataillon du Royal 22e Régiment, basé à la Citadelle de Québec, succédant à M. E. Poirier,,,. Il occupe le poste pendant deux ans et est remplacé par le lieutenant-colonel (lieutenant-général) Christian Couture (1949-2006),,.
En 1986, il se lance en affaires en devient actionnaire principal de Pré-Mec inc., basée à Iberville,. Le 23 juin 1987, après 23 ans de service, Lafrance prend sa retraite des Forces canadiennes. Lafrance devient aussi directeur de la Chambre de commerce du Haut-Richelieu,.

### Carrière politique
Aux élections de 1989, il se présente dans la circonscription d'Iberville sous la bannière du Parti libéral et remporte un siège le 25 septembre,. Le 9 mai 1993, à la suite du décès du militaire québécois Jacques Dextraze, il fait adopter une motion pour que l'Assemblée nationale souhaite des condoléances à sa famille. Il quitte le caucus libéral le 9 février 1994 pour siéger comme indépendant,,. Il cite notamment la position constitutionnelle du Parti libéral et son adoption de la Loi 150 juste après l'échec de l'accord du lac Meech. Il rejoint l'Action démocratique de Jean Allaire et Mario Dumont le 2 mars, devenant le premier député adéquiste à siéger à l'Assemblée nationale,,. La décision a surpris plusieurs résidents de sa circonscription. En avril 1994, il fait partie du comité pour la sauvegarde du Campus du Fort Saint-Jean, sur le site du Collège militaire, mais le Campus finit par fermer l'année suivante. Il ne se représente pas en 1994, citant un « épuisement politique » et une difficulté de « faire tourner la scène politique »,,. La prochain élection met la mairesse de Farnham Lyse Lafrance-Charlebois face à Richard Le Hir, qui remporte les élections face à Lafrance-Charlebois,.
Le conseiller municipal de Marieville Sylvain Lapointe était son attaché politique.

### Après la vie politique
Yvon Lafrance devient directeur de l'Office municipal d'habitation Haut-Richelieu pendant près de 20 ans,. Il est remercié publiquement par le conseil municipal de Saint-Jean le 26 février 2019.
Il épouse Huguette Campbell, avec qui il a trois enfants, Josée, Patrick et Julie.
Il meurt le 30 septembre 2022 à l'âge de 78 ans et 1 mois à l'Hôpital du Haut-Richelieu à Saint-Jean,,. Les funérailles ont lieu le 12 novembre à l'église Saint-Athanase de Saint-Jean-sur-Richelieu.

## Résultats électoraux
|                                                                                                 | Nom           | Parti           | Nombre de voix | %      | Maj.  |
| ----------------------------------------------------------------------------------------------- | ------------- | --------------- | -------------- | ------ | ----- |
|                                                                                                 | Yvon Lafrance | Libéral         | 16 616         | 51,1 % | 3 244 |
|                                                                                                 | Gilles Leduc  | Parti québécois | 13 372         | 41,1 % | -     |
|                                                                                                 | Serger Robert | Vert            | 1 576          | 4,8 %  | -     |
|                                                                                                 | Denis Forget  | NPD Québec      | 971            | 3 %    | -     |
| Total                                                                                           | Total         | Total           | 32 535         | 100 %  |       |
| Le taux de participation lors de l'élection était de 76,4 % et 1 027 bulletins ont été rejetés. |               |                 |                |        |       |

## Distinctions
- Décoration des Forces canadiennes pour son service dans l'Armée canadienne.